# Монк, Телониус
Тело́ниус Сфир Монк (англ. Thelonious Sphere Monk, 1917—1982) — джазовый пианист и композитор, наиболее известен как один из родоначальников бибопа. В своём творчестве придерживался оригинального стиля, был авангардистом и примитивистом.
Его манера игры была не совсем характерна для джаза: музыка была «рваной», изобиловала большим количеством скачков. Тем не менее такие его композиции, как «Round Midnight», «Ruby My Dear», «52nd Street Theme» и многие другие стали классикой джаза и позднее исполнялись многими музыкантами.

## Биография

### Детство и юность
Родился Телониус Монк 10 октября 1917 года; в семье Барбары Монк (в девичестве Бэттс) и Телониуса Монка он был вторым ребёнком (сестра Мэрион была старше него на два года, младшего брата звали Томас).
Сам музыкант в разное время называл разные даты своего рождения, точные данные стали известны только в 1968 году, когда критик Леонард Фэзер обнаружил оригинал свидетельства о рождении. В этом документе его имя записано как «Телониус Монк — младший». Второе имя, Сфир, он, по-видимому, присвоил себе в честь деда по материнской линии, которого звали Сфир Бэттс (Sphere Batts).
В возрасте трёх лет будущий музыкант вместе с семьёй переехал в Нью-Йорк, на Манхэттен. В квартире по адресу 243 West 63rd St, где они поселились, он прожил почти всю оставшуюся жизнь — сначала с матерью, сестрой и братом (отец оставил семью вскоре после переезда и вернулся в Роки-Маунт), а затем с женой и детьми. Барбара Монк была вынуждена работать на нескольких работах сразу, чтобы прокормить детей; но помимо финансовых затруднений ничто не усложняло детства мальчика: моральная обстановка в семье была хорошей, в школе он учился хорошо (хотя и имел проблемы в общении со сверстниками), особенно любил физику и математику.
Впервые за фортепиано Телониус сел в возрасте шести лет. Периодически он брал уроки, но академического музыкального образования так и не получил, будучи невысокого мнения о высшем образовании в целом. Своими кумирами считал Дюка Эллингтона, Джеймса П. Джонсона и других страйд-пианистов того времени.
В 1940 году получил должность пианиста в легендарном манхэттенском клубе «Minton's Playhouse», где зарабатывал всего 17 долларов в неделю, но получал большое удовольствие от импровизаций с барабанщиком Кенни Кларком: они выработали свою собственную манеру игры, усложняя композиции, чтобы отсеивать посредственных исполнителей, желавших выступать с ними вместе. В 1942 году в клубе стали появляться Диззи Гиллеспи и Чарли Паркер, которые позаимствовали систему аккордов и стиль Монка и стали общепризнанными родоначальниками бибопа, обретшего популярность и коммерческую успешность в 1944 году. В том же 1944-м Монк покинул «Minton’s Playhouse», не добившись признания широкой публики.

### Ранние записи (1944—1954)
В 1944 году Монк сделал свою первую студийную запись совместно с квартетом Коулмена Хокинса. Хокинс был первым известным музыкантом, поверившим в талант молодого Телониуса Монка, и тот впоследствии отплатил ему за доверие приглашением поучаствовать в записях 1957 года с Джоном Колтрейном.
В 1947 году произошло два очень важных для Монка события.
Наступил переломный момент в его карьере: в августе он подписал контракт на пять лет со студией звукозаписи «Blue Note» и сделал первую самостоятельную студийную запись.
Произошли изменения и в его личной жизни: в этом году он вступил в брак с Нелли Смит, которую знал с 15-летнего возраста; это очень сильно повлияло на жизнь музыканта: жена постоянно заботилась о нём и оказывала ему поддержку. Через два года у них родился сын Телониус Сфир — младший (в детстве носил прозвище Toot в честь кораблика из мультфильмов Уолта Диснея, и отец посвятил ему пьесу «Little Rootie Tootie»). Как и отец, сын посвятил свою жизнь джазу; как ударник и композитор, выступает под именем Т. С. Монк. В 1953 году появилась на свет дочь Барбара (семейное прозвище — «Бу-бу»).
Работы Монка всё ещё не имели широкого успеха у публики: его оригинальную манеру исполнения многие считали дилетантской. Он много пил, курил марихуану и принимал наркотики (это началось ещё во время его работы в «Minton’s Playhouse», где такой стиль жизни считался нормой).
В 1948 году Монк впервые был обвинён в преступлении: у него обнаружили марихуану. На год конфисковали его кабаре-кард (удостоверение, позволяющее выступать в заведениях, где подают спиртное), так что он фактически лишился основного источника дохода. В 1951  разразился новый скандал:  в машине, где находились сам Монк, его друг пианист Бад Пауэлл и двое неизвестных, был обнаружен героин. Музыканта арестовали, и он лишился кабаре-кард на шесть лет, а значит, не мог выступать ни в одном клубе Нью-Йорка. Это стало для Монка настоящей трагедией: ему приходилось довольствоваться выступлениями в театрах и на концертах за чертой города. Кроме того, «Blue Note» заморозила контракт с музыкантом, а когда он был возобновлён, коммерческий успех так и не появился.
В 1952 году срок контракта истёк, и Монк стал работать на студии «Prestige Records». В этот период было создано много значительных записей: совместные работы с саксофонистом Сонни Роллинзом, барабанщиком Артом Блэйки и великим трубачом Майлзом Дэвисом.
В 1953-м Монк познакомился с баронессой Панноникой де Кёнигсвартер, дочерью банкира Натаниэла Чарльза Ротшильда, покровительствовавшей джаз-музыкантам. Она оказала значительную помощь ему и Чарли Паркеру, когда у них обоих не было возможности выступать в кабаре. Баронесса осталась близкой подругой Монка до конца его жизни. Ей посвящена тема Монка «Панноника».

### Фильм «Баронесса джаза» — Телониус и Панноника
В 2009 году правнучка Панноники Ханна Ротшильд выступила режиссёром документального фильма о непростой истории любви Телониуса Монка и Панноники Ротшильд «Баронесса джаза». С одной стороны, девушка, родившаяся среди роскоши европейских фамильных особняков, которые часто посещали королевские особы и деятели. И с другой, скромный, но очень талантливый афроамериканский музыкант, выросший на ферме на юге. Кинокартина охватывает и подробно описывает историю их отношений, включая самую первую встречу — тяжелое время после Второй Мировой войны, время расцвета бибопа. Многие из друзей и близких людей обоих замечали, что их отношения были глубоко платоническими и очень тонкими. Личная жизнь героини так же не была в порядке, что заставило её испытать немалые эмоциональные потрясения. Муж Ротшильд очень любил военную музыку и просто ненавидел джаз. Панноника же боготворила эту музыку, находя в ней постоянный источник радости и вдохновения.
В фильме появляются архивные кадры и интервью с членами их семей, друзьями, джазовыми критиками и коллегами. Из известных личностей в кадре встречаются Сонни Роллинз, Куинси Джонс, Телониус Монк младший, Рой Хейнс, Кертис Фуллер, а также герцогиня Девоншир и голливудский режиссёр Клинт Иствуд.
Известный саксофонист Арчи Шепп однажды сказал, что герцогиня Ротшильд была женщиной, которая во многом опередила своё время.

### В студиях «Riverside» и «Columbia Records»
В 1955 году коллега и друг Монка Чарли Паркер скончался. Это печальное событие привлекло внимание широкой публики к миру джаза, и пластинки Телониуса Монка стали продаваться лучше.
Он заключил контракт со студией «Riverside», владелец которой, Оррин Кипньюс, убедил амбициозного музыканта записать классические джазовые мелодии в своей интерпретации. Так был создан альбом «Thelonious Monk Plays Duke Ellington», который высоко был оценён Дюком Эллингтоном и смог повторно пробудить интерес публики к Телониусу Монку, тем не менее этот альбом не очень высоко ценится критиками, которые считают его одной из слабейших записей музыканта.
В 1956 году телеканал СBS пригласил Монка принять участие в шоу «Звёзды джаза», где он привлёк всеобщее внимание своей удивительной манерой никогда не сгибать пальцев, нажимая на клавиши. В этом же году был записан, пожалуй, самый знаменитый альбом музыканта — «Brilliant Corners» (при участии тенор-саксофониста Сонни Роллинза). Заглавная композиция альбома была так сложна, что ни один из записанных вариантов не был идеальным, и в итоге в альбом вошла версия, склеенная из нескольких неудачных записей. В 1957 году усилиями баронессы де Кёнигсвартер и Харри Коломби, нового менеджера Монка, музыканту удалось вернуть кабаре-кард. Вскоре он начал работать в джаз-клубе «Five Spot» во главе созданного им квартета. Изначально с ним играл Джон Колтрейн, но в конце 1958-го его место занял Джонни Гриффин, а затем Чарли Рауз, который продержался в коллективе целых 12 лет. В этом же году случился очередной скандал, музыкант снова попал под суд за хранение наркотиков и был лишён возможности выступать в клубах на два года. 
В 1959 году он едва не попал в психиатрическую больницу из-за своего асоциального и странного поведения, но постепенно с помощью своей жены ему удалось прийти в нормальное состояние. Его музыка (совместно с Артом Блэйки) вошла в саундтрек фильма «Исчезающие женщины» («Des Femmes Disparaissent») режиссёра Эдуара Молинаро, Монк всё-таки добился широкой известности. В 1963-м году он был включён читателями журнала «Down Beat» в Зал Славы джаза (любопытно, что он так никогда и не вошёл в этот список по версии критиков), 1964 г.  журнал «Time» посвятил ему целый номер, портрет Монка для обложки сделал Борис Шаляпин (сын знаменитого певца). Журнал должен был выйти 29 ноября 1963 года, но вместо Монка на обложке появился Линдон Джонсон, избранный президентом США после убийства Кеннеди, и выпуск был отложен. В журнале был упомянут тот факт, что музыкант злоупотребляет алкоголем и наркотиками.
В этот период Монк заключил контракт с «Columbia Records», но его новые произведения утратили былую оригинальность: все они строились по одному плану и были похожи друг на друга. Исключение составляет его последний альбом, записанный в этой студии — «Underground».
Концерн CBS предложил музыканту выпустить альбом с песнями группы «The Beatles» в собственной интерпретации, чтобы внести новизну в его творчество, но Монк отказался. В 1971 году он принял участие во всемирном турне «Гиганты джаза», в это же время записал свой последний альбом The London Collection в трёх частях на небольшой студии «Black Lion».

### Дальнейшая жизнь и смерть
После 1971-го музыкант почти не выступал, исчезнув со сцены в середине 70-х годов. Его последние студийные записи в качестве бэндлидера были выпущены в ноябре 1971 года на английском лейбле Black Lion Records, ближе к окончанию мирового турне с Giants Of Jazz, группой, в которую входили Диззи Гиллеспи, Кай Уиндинг, Сонни Ститт, Эл МакКиббон и Арт Блэйки. Басист Маккиббон, который знал Монка более 20 лет и играл с ним во время последнего турне 1971 года, вспоминал: «Монк произнёс всего около двух слов. Я имею в виду, буквально пару слов. Он не говорил „Доброе утро“, „Спокойной ночи“, „Который час?“ — ничего. Почему? Я не знаю».
Другая сторона Монка открывается в биографии Колтрейна, написанной Льюисом Портером (John Coltrane: His Life and Music). Колтрейн утверждает: «Монк — это полная противоположность Майлза (Дэвиса). Он говорит о музыке постоянно, и так хочет, чтобы вы поняли её, что если случайно вы спросите его о чём-то, он потратит целые часы на объяснения, если это необходимо». А Блэйки рассказывает, что Монк одинаково блестяще владел шашками и шахматами.
Свой последний концерт Монк дал летом 1976 года. По мере ухудшения здоровья он до минимума сократил свои контакты с внешним миром. Он поселился в Уихокене, штат Нью-Джерси, в доме Панноники де Кёнигсвартер, где та ранее ухаживала за уже неизлечимо больным Чарли Паркером. Монк доживал свой век, не проявляя видимого интереса ни к музыке, ни к жизни вообще. Панноника, как и жена Монка Нелли, была с ним до последнего дня. Телониус Монк умер 17 февраля 1982 года от инсульта; похоронен на кладбище Фернклифф в селении Хартсдейл в окрестностях Гринберга (округ Уэстчестер, штат Нью-Йорк). Посмертно он получил две значительные награды: в 1993 году был отмечен премией «Грэмми» за вклад в музыкальное искусство, а в 2006 году удостоен Пулитцеровской премии в области музыки.
В 1986 году благодаря семье Монка при участии Марии Фишер был основан "Институт джаза имени Телониуса Монка" — некоммерческая образовательная организация, призванная дать возможность молодым джаз-музыкантам со всего мира учиться у признанных мастеров. Институт также помог, через партнёрство с ЮНЕСКО, учредить Международный день джаза, который был впервые отмечен 30 апреля 2012 года, а теперь празднуется ежегодно.
В 1988 году был выпущен документальный фильм «Thelonious Monk: Straight, No Chaser» (в роли продюсера выступил Клинт Иствуд), в котором члены семьи и коллеги Монка рассказывают о его жизни и творчестве. В этом фильме странное поведение Монка приписывается его душевному заболеванию. Его сын рассказывает, что отец иногда не узнавал его. Он также сообщает, что Монка несколько раз госпитализировали в связи с неопределенным ментальным заболеванием, которое обострилось в самом конце 1960-х. Не было никаких публичных заявлений или диагнозов, но известно, что Монк часто впадал в состояние перевозбуждения на два-три дня, потом целыми днями безостановочно шагал, а затем останавливался и переставал разговаривать. Врачи рекомендовали электроконвульсивную терапию, но семья не согласилась на это. Тогда ему выписали антипсихотические препараты и препараты лития. Один из врачей утверждает, что Монку поставили ошибочный диагноз во время госпитализации, и выписанные ему лекарственные препараты могли повредить его мозг.

## Дискография
- After Hours at Minton’s (1943)
- Genius Of Modern Music: Volume 1 (1947—1948)
- Genius Of Modern Music: Volume 2 (1947—1952)
- Thelonious Monk Trio (1952)
- Monk (1953)
- Thelonious Monk and Sonny Rollins (1953)
- Thelonious Monk Plays Duke Ellington (1955)
- The Unique Thelonious Monk (1956)
- Brilliant Corners (1957)
- Thelonious Himself (1957)
- Thelonious Monk with John Coltrane (1957)
- Art Blakey’s Jazz Messengers with Thelonious Monk (1957)
- Monk’s Music (1957)
- Mulligan Meets Monk (1957)
- Thelonious Monk Quartet with John Coltrane at Carnegie Hall (1957)
- Blues Five Spot (1958)
- Thelonious in Action (1958)
- Misterioso (1958)
- The Thelonious Monk Orchestra at Town Hall (1959)
- 5 by Monk by 5 (1958)
- Thelonious Alone in San Francisco (1958)
- Thelonious Monk And The Jazz Giants (1959)
- Thelonious Monk at the Blackhawk (1960)
- Monk in France (1961)
- Monk’s Dream (1962)
- Criss Cross (1962)
- April in Paris (1963)
- Monk in Tokyo (1963)
- Miles & Monk at Newport (1963)
- Big Band and Quartet in Concert (1963)
- It’s Monk’s Time (1964)
- Monk (album) (1964)
- Solo Monk (1964)
- Live at the It Club (1964)
- Live at the Jazz Workshop (1964)
- Straight, No Chaser (1966)
- Underground (1967)
- Monk’s Blues (1968)
- The London Collection (1971)
- Monk’s Classic Recordings (1983)

## Упоминание имени музыканта в различных сферах
Телониус — довольно редкое имя, кроме музыканта, его отца и сына, никто из исторических личностей его не носит. Это имя упомянуто в качестве альтернативного варианта передачи имени Филонуса, сына Меркурия, в «Метаморфозах» Овидия.
Сфера (Sphere) — второе имя, которое в некоторых источниках объясняют (вопреки версии, возводящей его к имени деда по материнской линии — Sphere Batts) как выдуманное самим Телониусом прозвище, антонимичное термину Квадрат (Square) — так в дни его молодости называли людей консервативного склада ума.
В честь Телониуса Монка названы:
- Астероид 11091 Телониус[7].
- Эпизодический персонаж мультсериала «Симпсоны» — ученик начальной школы Вест-Спрингфилда, нелюдимый интеллектуал, понравившийся Лизе Симпсон[8].
- Бельгийский крепкий эль «Brother Thelonious» пивоварни «North Coast Brewing Company» (Форт Брэгг, Калифорния)[9]. По два доллара с каждой проданной коробки идёт в пользу Института джаза имени Телониуса Монка.
- Фаррелл Уильямс некоторое время использовал псевдоним Thelonius P в знак уважения к Монку.
- Тринадцатый крупный релиз блог-платформы WordPress версии 3.0, вышедший 17 июня 2010 г.
- Магазин музыкальных записей «Thelonious» в Вильнюсе, столице Литвы.

Имя Телониуса Монка и название его композиций неоднократно упоминаются в поэме Андрея Полякова «Америка».
В английском фильме The Knack …and How to Get It (1965) один из персонажей несколько раз упоминает, что в своей коллекции музыкальных записей больше всего любит Телониуса Монка.
Монк постоянно носил разные головные уборы, которые собирал по всему свету: лыжные шапочки, ковбойские шляпы, шапки из шкуры кенгуру, баварские охотничьи шляпы, бутафорские короны и кипы. Но в историю вошёл в любимой чёрной шёлковой шапочке с красным помпоном из Индонезии.